# Umi Defoort
Umi Defoort is een Belgische muziekproducer, evenwel bekend onder zijn artiestennaam UM!. Hij werkt vaak samen met Zwangere Guy als beatmaker en producer. In 2018 verscheen zijn debuutsingle ENELIX in samenwerking met Le 77, Zwangere Guy en Jazz (MC van Stikstof). In 2020 kwam het debuutalbum UM! uit.

## Levensloop
Umi Defoort is de zoon van jazzmuzikant en componist Kris Defoort en de Japanse Tomoko Nakayama. Hij heeft drie jaar gestudeerd aan het Rotterdams Conservatorium. Deze studies heeft hij nooit afgerond omdat het schoolsysteem een "oud idee van producen" volgt, aldus Defoort.
Kort hierna begon hij als beatmaker en producer samen te werken met Zwangere Guy. 
In 2018 verscheen zijn eigen debuutsingle ENELIX. In april 2020 volgde het debuutalbum UM!.
In 2020 nam Defoort deel aan het achttiende seizoen van De Slimste Mens ter Wereld.
Defoort heeft een relatie met hiphopartieste Chibi Ichigo.

## Discografie

### Singles
| Titel  | Release    | Featuring                   | Opmerkingen  |
| ------ | ---------- | --------------------------- | ------------ |
| ENELIX | 24/06/2018 | Jazz, Le 77 en Zwangere Guy | Debuutsingle |

### Albums
| Album | Release    | Opmerkingen |
| ----- | ---------- | ----------- |
| UM!   | 02/04/2020 | Debuutalbum |